# كريستوس كونتايس
كريستوس كونتايس (باليونانية: Χρήστος Κόντης)‏ (13 مايو 1975 بأثينا في اليونان - ) هو لاعب كرة قدم يوناني في مركز الدفاع. لعب مع أيك أثينا وإثنيكوس ونادي أبويل ونادي أولمبياكوس ونادي بانيونيوس.

## وصلات خارجية
- كريستوس كونتايس على موقع قاعدة بيانات كرة القدم.إي يو (الإنجليزية)
- كريستوس كونتايس على موقع Soccerway.com (الإنجليزية)
- كريستوس كونتايس على موقع عالم كرة القدم.نت (الإنجليزية)